# 11313 Кюґельґен
11313 Кюґельґен (11313 Kügelgen) — астероїд головного поясу, відкритий 3 квітня 1994 року.
Тіссеранів параметр щодо Юпітера — 3,509.